# Арляново (Алнаський район)
Арля́ново (рос. Арляново) — присілок у складі Алнаського району Удмуртії, Росія.

## Населення
Населення — 31 особа (2010; 48 в 2002).
Національний склад станом на 2002 рік:
- удмурти — 88 %

## Урбаноніми[3]
- вулиці — Пролетарська